# Porina fulvella
Porina fulvella är en lavart som beskrevs av Müll. Arg. Porina fulvella ingår i släktet Porina och familjen Porinaceae.   Inga underarter finns listade i Catalogue of Life.